# 馳月基矢
馳月 基矢 (はせつき もとや、1985年- )は、日本の小説家。

## 来歴
1985年、長崎県五島市奈留町で生まれ、長崎県立長崎北陽台高等学校卒業後、京都大学文学部で東洋史を専攻した。研究テーマは、五島を含む東シナ海海上交通。その後、同大学院修士課程修了。2019年、氷月あや名義で発表した『ハツコイ・ウェーブ！』が小学館第1回日本おいしい小説大賞の最終選考に残ったことがきっかけとなり、2020年、『姉上は麗しの名医』でデビュー。同作は第9回日本歴史時代作家協会賞の文庫書き下ろし新人賞を受賞した。

## ペンネームの由来
本人によると、「馳」は勢いよく動くさまを表わしていて、「月」は海や漁と関わりが深く島育ちの自分にとって身近で、美しいモチーフであることから選んだ、とのこと。「基」は心の支えであるBUMP OF CHICKENの藤原基央に、「矢」は恩師矢木毅教授にあやかっており、「『馳』と『矢』の組み合わせは遊牧騎馬民族を連想させると、恩師杉山正明教授は感じ取ってくださるだろう。」と述べている。

## 作品
- 姉上は麗しの名医（小学館時代小説文庫）2020年4月7日 ISBN 978-4094067613
- 拙者、妹がおりまして(1)（双葉文庫）2021年6月10日 ISBN 978-4575670585
- 拙者、妹がおりまして(2)（双葉文庫）2021年7月15日 ISBN 978-4575670622
- 拙者、妹がおりまして(3)（双葉文庫）2021年10月14日 ISBN 978-4575670790
- 拙者、妹がおりまして(4)（双葉文庫）2022年1月13日 ISBN 978-4575670905
- 拙者、妹がおりまして(5)（双葉文庫）2022年4月14日 ISBN 978-4575671063
- 伏竜 蛇杖院かけだし診療録 祥伝社文庫）2021年11月12日 ISBN 978-4396347796
- 帝都の用心棒 血刀数珠丸（小学館時代小説文庫）2021年1月4日 ISBN 978-4094068689
- 萌 蛇杖院かけだし診療録（祥伝社文庫）2022年3月11日 ISBN 978-4396347970
- 龍馬 THE SECOND（ヒーロー文庫）2024年3月29日 ISBN 978-4-07-453262-9